# Stazione di Nicorvo
La stazione di Nicorvo è una fermata ferroviaria posta sulla linea Vercelli-Pavia. Serve il centro abitato di Nicorvo.

## Storia
In passato era presente un binario di raddoppio successivamente eliminato con il conseguente trasformazione dell'impianto da stazione a semplice fermata.